# John E. Moss
John Emerson Moss (ur. 13 kwietnia 1915 w Hiawatha, zm. 5 grudnia 1997 w San Francisco) – amerykański polityk, członek Partii Demokratycznej.

## Działalność polityczna
W okresie od 3 stycznia 1953 do rezygnacji 31 grudnia 1978 przez trzynaście kadencji był przedstawicielem 3. okręgu wyborczego w stanie Kalifornia w Izbie Reprezentantów Stanów Zjednoczonych.